# Taylor Lautner
Taylor Daniel Lautner (Grand Rapids, 11 de fevereiro de 1992) é um ator norte-americano. É mais conhecido por interpretar Jacob Black nas cinco adaptações cinematográficas da saga Twilight.

## Biografia

### Início
Taylor Daniel Lautner nasceu em Grand Rapids, Michigan. Filho de Deborah Lautner, que trabalha para uma empresa de desenvolvimento de software, e Daniel Lautner, um piloto de linha aérea comercial. Tem ascendência francesa, neerlandesa, alemã e nativa-americana (especificamente dos Ottawa e Potawatomi). Também tem uma irmã chamada Makena.
Taylor Lautner começou a praticar karatê com seis anos de idade. No ano seguinte, começou a ganhar torneios. Foi logo convidado para treinar com um time já havia sido campeão mundial de caratê sete vezes, o Mike Chat e, quando tinha oito anos, foi convidado para representar o seu país.
Taylor começou sua carreira de ator após seu instrutor de artes marciais convencê-lo a participar de uma audição em um anúncio do Burger King, em Los Angeles. Embora não tenha sido bem sucedido, gostou tanto da experiência que decidiu seguir uma carreira. Em breve, ele e sua família estavam viajando de sua casa, em Michigan, para a Califórnia, para que Taylor pudesse frequentar audições para atuar em papéis regulares. Quando Taylor tinha onze anos, mudou-se com sua família para Los Angeles, para lhe permitir prosseguir tentando atuar como ator. Continuou a florescer no circuito das artes marciais e, em 2003, com onze anos, foi classificado número um do mundo pela Black Belt Open Forms, Musical Weapons, Traditional Weapons and Traditional Forms da NASKA, e com doze anos, ele havia ganhado o "Junior World Championships". Na World Karate Association, venceu o "Junior World Forms and Weapons", ganhando três medalhas ouro.

### Carreira

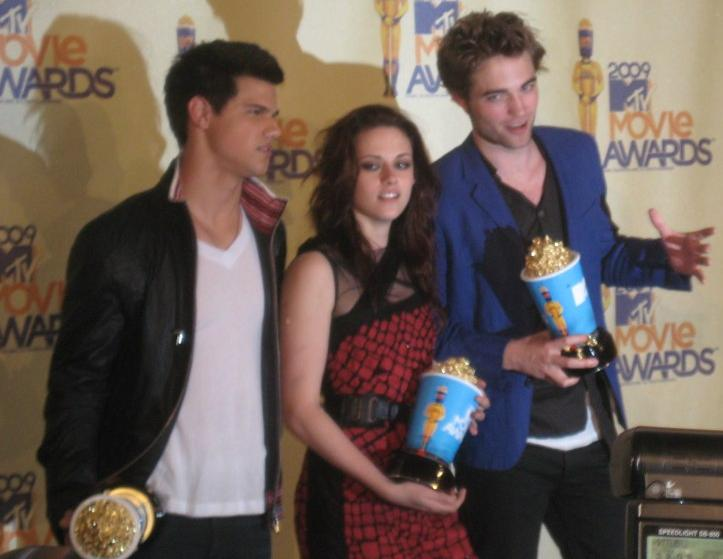
Taylor com Kristen Stewart e Robert Pattinson no MTV Movie Awards 2009

Taylor começou atuando em 2001, aparecendo no filme feito para televisão Shadow Fury. Posteriormente teve papéis na série Summerland, no Bernie Mac Show, e em Eu, a Patroa e as Crianças. Também dublou um papel recorrente em Danny Phantom, o Youngblood. Em 2005, estrelou como Sharkboy em As Aventuras de Sharkboy e Lavagirl em 3-D, um filme que expôs suas habilidades nas artes marciais. Passou três meses em Austin, Texas, filmando este filme. Dentro de meses, conseguiu o papel de "Elliot Murtaugh" no filme Doze é demais 2. Taylor afirmou que, embora estivesse vindo a ter sucesso na sua carreira de ator, também pretende terminar o ensino médio.
Teve pequenos papéis em séries e outros shows de televisão e filmes, incluindo The Nick & Jessica Variety Hour. Apareceu como mesmo na America's Most Talented Kids, fazendo uma exibição de artes marciais. Além de tudo, Taylor tem sucesso como dublador recorrente; ele dublou Youngblood, no desenho animado Danny Phantom, e também dublou papéis em episódios de O Que Há de Novo, Scooby-Doo? e He's a Bully, Charlie Brown. Taylor também participou de uma série regular chamada Which Way Is Up?, além de dublar o personagem Silas na série animada Silas and Brittany.

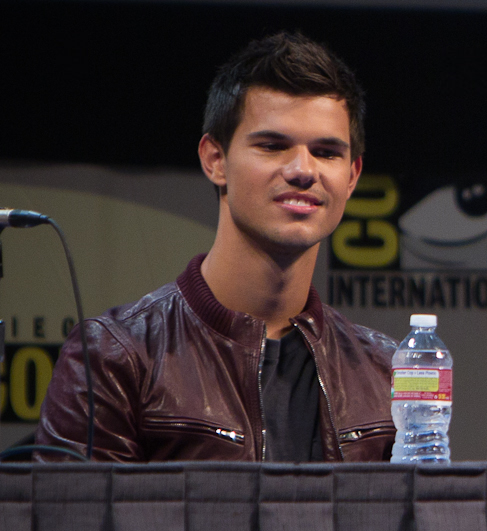
Taylor na San Diego Comic-Con, em 2011.

Em outubro de 2008, Taylor interpretou Jack Spivey, na série de televisão My Own Worst Enemy, que teve apenas 9 episódios. Taylor então ganhou o personagem Jacob Black em Crepúsculo, filme adaptado do romance de Stephenie Meyer. Após boatos de que Taylor seria substituído por outro ator para o papel de Jacob Black, pois diziam que não se encaixava no papel do personagem. Foi confirmada sua presença em Lua Nova, a segunda parte da série Crepúsculo, após ganhar cerca de 14 quilos só de músculos para ficar com o papel. Na série vira lobo e tem que dividir sua vida entre Bella e amigos. Lautner também está no elenco do filme Valentine's Day onde interpreta Tyler Harrinton, que namora Felicia, personagem da cantora de country Taylor Swift. No dia 9 de dezembro de 2009, Taylor Lautner assinou contrato para interpretar Max Steel nos cinemas, mas optou por desistir do projeto em favor do filme Stretch Armstrong, que tem previsão de lançamento para 2012. Taylor tornou-se o jovem ator mais bem pago de Hollywood, recebendo um cachê de 7,5 milhões de dólares, que inicialmente receberia por Northern Lights, filme do qual não fará mais parte, por seu papel em Stretch Armstrong.

## Imagem

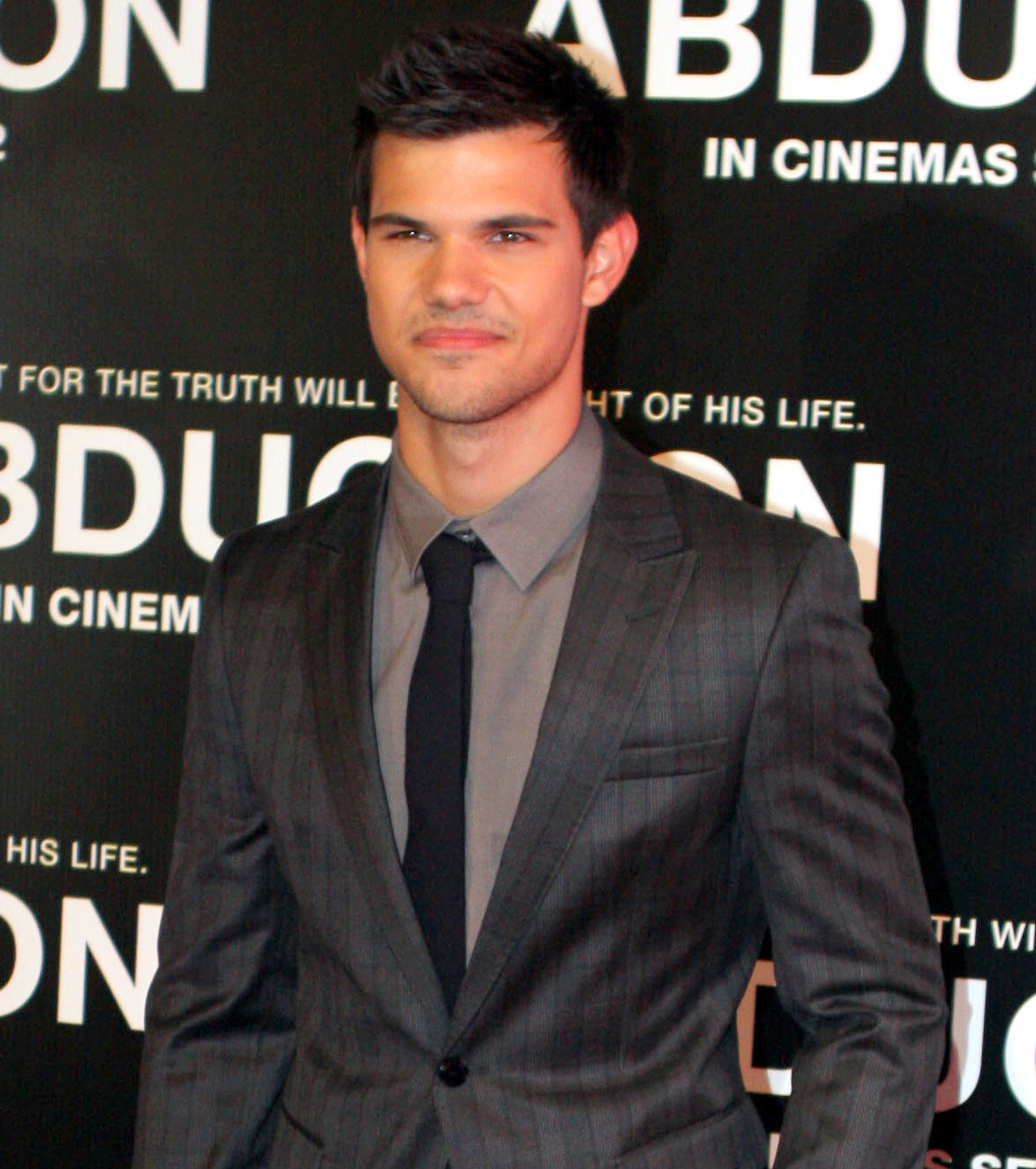
Lautner em agosto de 2011

As revistas GQ, Rolling Stone e People têm se referido a Lautner como um sex symbol. De acordo com Mickey Rapkin da GQ, o uso do físico do ator em filmes tem sido comparado à Megan Fox em seu trabalho. Lautner, trabalhou todos os dias e ganhou mais de 30 quilos de músculo, a fim de conseguir papel de Jacob Black da Saga Crepúsculo.  Vários críticos atribuem a suas características corporais grande parte do sucesso dos filmes.
Antes de completar 18 anos, sua imagem sexual foi muitas vezes criticada e sujeita a controvérsias. Em uma entrevista, depois de falar sobre o relacionamento com Taylor Swift, a revista pressionou Lautner sobre os rumores de ele ser homossexual. Brent Hartinger, colunista da AfterEllen.com, criticou a revista, chamando o questionamento de "inimaginavelmente irresponsável", comentando que ele era apenas "um jovem de 17 anos" e que os rumores eram especulações de certos blogs e fãs.
Taylor afirmou que não quer ser conhecido apenas por sua aparência, como alguns já atribuíram sua popularidade para isso e não sua habilidade de atuar. Em 2010, Lautner foi classificado pela Glamour como um dos  "50 Homens mais sexy de 2010". Além disso, nesse mesmo ano, ganhou o quarto lugar no "Most Amazing Bodies"  da revista People.

## Filmografia

### Cinema
| Ano  | Título                                         | Personagem        | Notas          |
| ---- | ---------------------------------------------- | ----------------- | -------------- |
| 2001 | Shadow Fury                                    | Kismet (criança)  |                |
| 2005 | The Adventures of Sharkboy and Lavagirl in 3-D | Sharkboy          |                |
| 2005 | Cheaper by the Dozen 2                         | Elliott Murtaugh  |                |
| 2008 | Twilight                                       | Jacob Black       |                |
| 2009 | The Twilight Saga: New Moon                    | Jacob Black       |                |
| 2010 | Valentine's Day                                | Willy Harrington  |                |
| 2010 | The Twilight Saga: Eclipse                     | Jacob Black       |                |
| 2011 | Field of Dreams 2: Lockout                     | Iowa Farmer       | Curta metragem |
| 2011 | Abduction                                      | Nathan Harper     |                |
| 2011 | The Twilight Saga: Breaking Dawn - Part 1      | Jacob Black       |                |
| 2012 | The Twilight Saga: Breaking Dawn - Part 2      | Jacob Black       |                |
| 2013 | Grown Ups 2                                    | Andy              | Não creditado  |
| 2015 | Tracers                                        | Cam               |                |
| 2015 | The Ridiculous 6                               | Lil Pete          |                |
| 2016 | Run the Tide                                   | Reymund Hightower |                |
| 2022 | Home Team                                      | Troy Lambert      |                |

### Televisão
| Ano       | Título                      | Personagem                                          | Notas                             |
| --------- | --------------------------- | --------------------------------------------------- | --------------------------------- |
| 2003–2004 | The Bernie Mac Show         | Aaron                                               | 2 episódios                       |
| 2004      | Summerland                  | Garoto na praia                                     | Episódio: "To Thine Self Be True" |
| 2004      | My Wife And Kids            | Tyrone                                              | Episódio: "Class Reunion"         |
| 2005      | What's New, Scooby-Doo?     | Ned / Dennis                                        | 2 episódios                       |
| 2005      | Danny Phantom               | Youngblood                                          | 3 episódios                       |
| 2005      | Duck Dodgers                | Garoto terrível e desagradável / Reggie Wasserstein | 2 episódios                       |
| 2006      | Love, Inc.                  | Oliver                                              | Episódio: "Arrested Development"  |
| 2006      | He's A Bully, Charlie Brown | Bully                                               | Filme de TV                       |
| 2008      | My Own Worst Enemy          | Jack Spivey                                         | 7 episódios                       |
| 2014–2018 | Cuckoo                      | Dale                                                | 20 episódios                      |
| 2016      | Scream Queens               | Dr. Cassidy Cascade                                 | 10 episódios                      |

### Videoclipe
| Ano  | Canção           | Artista       | Papel  |
| ---- | ---------------- | ------------- | ------ |
| 2008 | Caught Up In You | Cassi Thomson |        |
| 2023 | I Can See You    | Taylor Swift  | Ladrão |

## Prêmios e indicações
| Ano  | Filme                                  | Prêmio                 | Categoria                                               | Resultado |
| ---- | -------------------------------------- | ---------------------- | ------------------------------------------------------- | --------- |
| 2005 | As Aventuras de Sharkboy e Lavagirl    | Young Artist Awards    | Melhor Ator de Cinema                                   | Indicado  |
| 2009 | Crepúsculo                             | MTV Movie Awards       | Ator Revelação                                          | Indicado  |
| 2009 | Crepúsculo                             | Teen Choice Awards     | Ator Revelação                                          | Venceu    |
| 2009 | Crepúsculo                             | Scream Awards          | Melhor Revelação Masculina                              | Venceu    |
| 2010 | Crepúsculo                             | People's Choice Awards | Melhor Revelação Masculina                              | Venceu    |
| 2010 | A Saga Crepúsculo: Lua Nova            | Kids Choice Awards     | Ator Favorito                                           | Venceu    |
| 2010 | A Saga Crepúsculo: Lua Nova            | MTV Movie Awards       | Melhor Performance Masculina                            | Indicado  |
| 2011 | A Saga Crepúsculo: Eclipse             | People's Choice Awards | Melhor Trio (com Robert Pattinson e Kristen Stewart)    | Venceu    |
| 2011 | A Saga Crepúsculo: Eclipse             | People's Choice Awards | Melhor Ator                                             | Indicado  |
| 2012 | A Saga Crepúsculo: Amanhecer Parte 1   | Kids Choice Awards     | "Favorite Buttkicker"                                   | Venceu    |
| 2013 | A Saga Crepúsculo: Amanhecer - Parte 2 | MTV Movie Awards       | Melhor Performance Sem Camisa                           | Venceu    |
| 2013 | A Saga Crepúsculo: Amanhecer - Parte 2 | Teen Choice Awards     | Melhor Ator Em Filme De Ficção Científica               | Venceu    |
| 2014 | Gente Grande 2                         | Framboesa de Ouro      | Pior Ator Coadjuvante                                   |           |
| 2014 | Gente Grande 2                         | Framboesa de Ouro      | Pior combinação de tela compartilhada com todo o elenco |           |
| 2017 | Corra a Maré                           | Teen Choice Awards     | Melhor Ator de Filme: Drama                             |           |
| 2017 | Scream Queens                          | Teen Choice Awards     | Ladrão de cena escolhido                                |           |